# Okręg Elbasan
Okręg Elbasan (alb. rrethi i Elbasanit) – jeden z trzydziestu sześciu okręgów administracyjnych w Albanii; leży w środkowej części kraju, w obwodzie Elbasan. Liczy ok. 227 tys. osób (2008) i zajmuje powierzchnię 1372 km². Jego stolicą jest Elbasan.
W skład okręgu wchodzą dwadzieścia trzy gminy: trzy miejskie Belsh, Cërrik, Elbesan oraz dwadzieścia wiejskich Bradashesh, Fierzë, Funarë, Gostimë, Graçen, Grekan, Gjergjan, Gjinar, Kajan, Klos, Labinot-Fushë, Labinot-Mal, Mollas, Papër, Rrasë, Shalës, Shirgjan, Shushicë, Tregan, Zavalinë.
Inne miasta: Cërrik i Kërrabë.